# Kathy Johnson
Kathy Johnson (13 de setembro de 1959) é uma ex-ginasta que competiu em provas de ginástica artística pelos Estados Unidos.
Kathy ficou conhecida como uma das primeiras ginastas estadunidenses a conquistar uma medalha individual em uma competição de grande porte e pela longevidade de seu desempenho na carreira.
Praticante desde os quatro anos, Johnson passou a treinar apenas aos doze. Entre 1975 e 1976, sua classificação geral subiu de 42ª para a 12ª colocação, durante o Pré-Olímpico e as disputas do Campeonato Nacional. Sua primeira medalha internacional fora conquistada na Copa América: o ouro do concurso geral. Nesse mesmo ano, fora a medalhista de prata, na disputa individual geral do Campeonato Nacional Americano. No ano seguinte, arquivou mais duas medalhas: foi a medalhista de ouro no Nacional e de prata na Copa América. Ainda em 1978, conquistou seu primeiro pódio em uma competição de grande porte internacional. No Campeonato Mundial de Estrasburgo, na França, competiu em três eventos e tornou-se medalhista de bronze no solo, empatada com a romena Emilia Eberle.
Entre 1979 e 1983, Kathy somou mais medalhas. Foi a segunda colocada no concurso geral do Pré-Olímpico de 1980, cujos Jogos não disputou devido ao boicote ao bloco soviético; no Estados Unidos vs França, foi a medalhista de ouro por equipes; em nova edição do Campeonato Americano, foi a segunda colocada, mesma posição atingida no American Classic. Em seu último ano como atleta, conquistou duas medalhas olímpicas. Nos Jogos de Los Angeles, foi prata por equipes e bronze na trave.
Aposentada da prática, dá palestras motivacionais e continua envolvida com o desporto. Casou-se com o ator Brian Patrick Clarke, com quem teve Sean, em 1998. Antes, teve Cary, em